# Gordon-Keeble
Gordon-Keeble (укр. Гордон-Кібл) британська автомобільна марка яка була заснована в 1959 році одним з засновників компанії Peerless (британської) Джоном Гордоном і Джимом Кіблом. Єдина модель компанії — GT (G.K.1) виготовлялась в 1964-1967 роках спочатку в Слау, потім в Істлі і Саутгемптоні. У Gordon-Keeble був цікавий логотип у вигляді черепахи.

## Опис

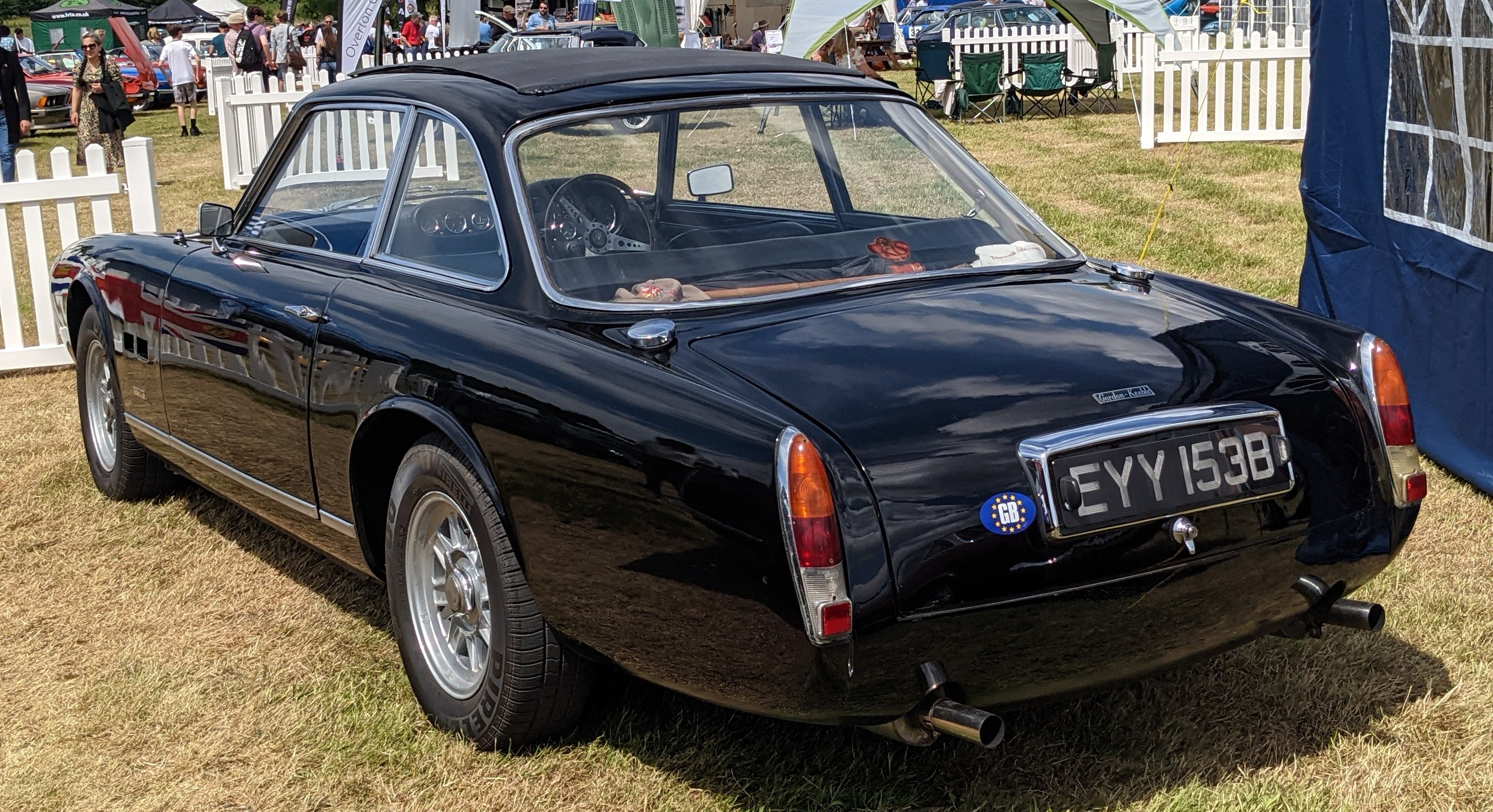

Перший прототип Gordon GT був побудований на шасі Peerless і 4,6-літровим двигуном  Chevrolet Corvette V8. Корпус, виготовлений із сталевих панелей, був розроблений Джорджетто Джуджаро і побудований в Bertone. Автомобіль вперше з'явився на публіці на стенді Bertone у Женеві в березні 1960 р. Через проблеми з доставками автомобіль довелось будувати дуже швидко - за 27 днів.  Після великих випробувань прототип був показаний керівництву Chevrolet, яке погодилося поставляти двигуни і коробки від Corvette.
Автомобіль пішов у серію з деякими змінами, головні з яких це більший 5,4-літровий двигун на 305 к. с., і заміна сталі корпусу на Williams & Pritchard. Через проблеми з постачальниками гроші швидко вичерпалися і компанія пішла на ліквідацію. Вдалося продати близько 90 автомобілів за надто високою ціною в 2798 фунтів.  Кожна машина мала два бензинових баки.
У 1965 році компанія була куплена Харольдом Смітом і Джеффрі Уестом і була перереєстрована як  Keeble Cars Ltd. Виробництво відновилось, але не на довго. Останній автомобіль основного виробництва був збудований в 1966 році. Останній приклад був зроблений в 1967 році з запасних частин,в результаті чого загальна сума склала рівно 100. По даним клубу власників Gordon-Keeble, більше 90 екземплярів все ще існує.
Американець Джон де Брюйн, який купив права на машину, спробував відновити виробництво в 1968 році, але це ні до чого не призвело. Правда було два автомобілі, збудовані під маркою De Bruyne, показані на автошоу в Нью-Йорку в тому ж році разом із новим середньомоторним купе.

## Зовнішні посилання
- Gordon-Keeble Club website [Архівовано 20 вересня 2017 у Wayback Machine.]